# وولفگانگ گولدنپفنیگ
وولفگانگ گولدنپفنیگ (انگلیسی: Wolfgang Güldenpfennig؛ زادهٔ ۲۰ دسامبر ۱۹۵۱) قایقران روئینگ اهل آلمان شرقی بود.
وی در مسابقات کشوری و بین‌المللی در مجموع برندهٔ ۳ مدال طلا، ۲ مدال برنز شده‌است.